# Золотницький Давид Михайлович
Дави́д Миха́йлович Золотни́цький  (1 жовтня 1899— ?) — радянський, український кіноінженер.

## Біографія
Народився 1 жовтня 1899 р. Закінчив Київський політехнічний інститут (1925). Працював у лабораторіях ВУФКУ, на Київській кіностудії (інженер аналітично-дослідної лабораторії, начальник сектора кольорового кіно), де був одним з перших організаторів технологічного процесу по виготовленню перших в Україні кольорових фільмів («Сорочинський ярмарок» (1938), «Травнева ніч» (1940) та ін.), викладав у Київському фотокінотехнікумі (1928—1931), а з 1931 р. — в Київському кіноінституті (з 1946 р. — доцент).

## Творчий доробок
Автор праць:
- «Технологія фільму» (К., 1931)
- «Контроль процессов обработки пленки» (М., 1967).

Також публікувався у журналах «Радянське кіно» та «Кіно»:
- Зберігаємо кошти // Кіно. Технічний вісник. — 1930. — № 20 – С. 14;
- До характеристики сучасного негативного матеріала кіно-оператора // Кіно. Технічний вісник. — 1930. — № 23/24 – С. 13;
- Зберігаймо кошти: [рецепти фарбування для плівки] // Кіно. Технічний вісник. — 1931. — № 1 – С. 15;
- Святкуємо перемогу // Кіно. —1931. — № 10, листоп. — С. 3;
- Напис у кінофільмі // Радянське кіно. — 1936. — № 4, квіт. — С. 47–50;
- Кінофільм у прокаті // Радянське кіно. — 1936. — № 10, жовт. — С. 40–44;
- Методи кольорового кіно // Радянське кіно. — 1937. — № 7 (листоп.–груд.). — С. 68-73.